# Mustasaari (ö i Finland, Södra Savolax, S:t Michel, lat 61,53, long 27,77)
Mustasaari är en ö i Finland. Den ligger i sjön Asumajärvi och i kommunen Sankt Michel i den ekonomiska regionen  S:t Michel och landskapet Södra Savolax, i den södra delen av landet, 210 km nordost om huvudstaden Helsingfors. Öns area är 0,4 hektar och dess största längd är 120 meter i sydöst-nordvästlig riktning.